# Robô humanoide
Um robô humanoide na DASA – Arbeitswelt Ausstellung (Dortmund, Alemanha).
Um robô humanoide é um robô cuja aparência global é baseada na aparência do corpo humano, permitindo sua interação com ferramentas e ambientes feitos para uso humano. Em geral robôs humanoides possuem um tronco com uma cabeça, dois braços e duas pernas, embora algumas formas de robôs humanoides possam ter apenas parte do corpo, por exemplo, a partir da cintura para cima. Alguns robôs humanoides podem também ter um "rosto", com "olhos" e "boca". Androides e ginoides são robôs humanoides construídos para se assemelharem esteticamente a um humano.

## Ver também

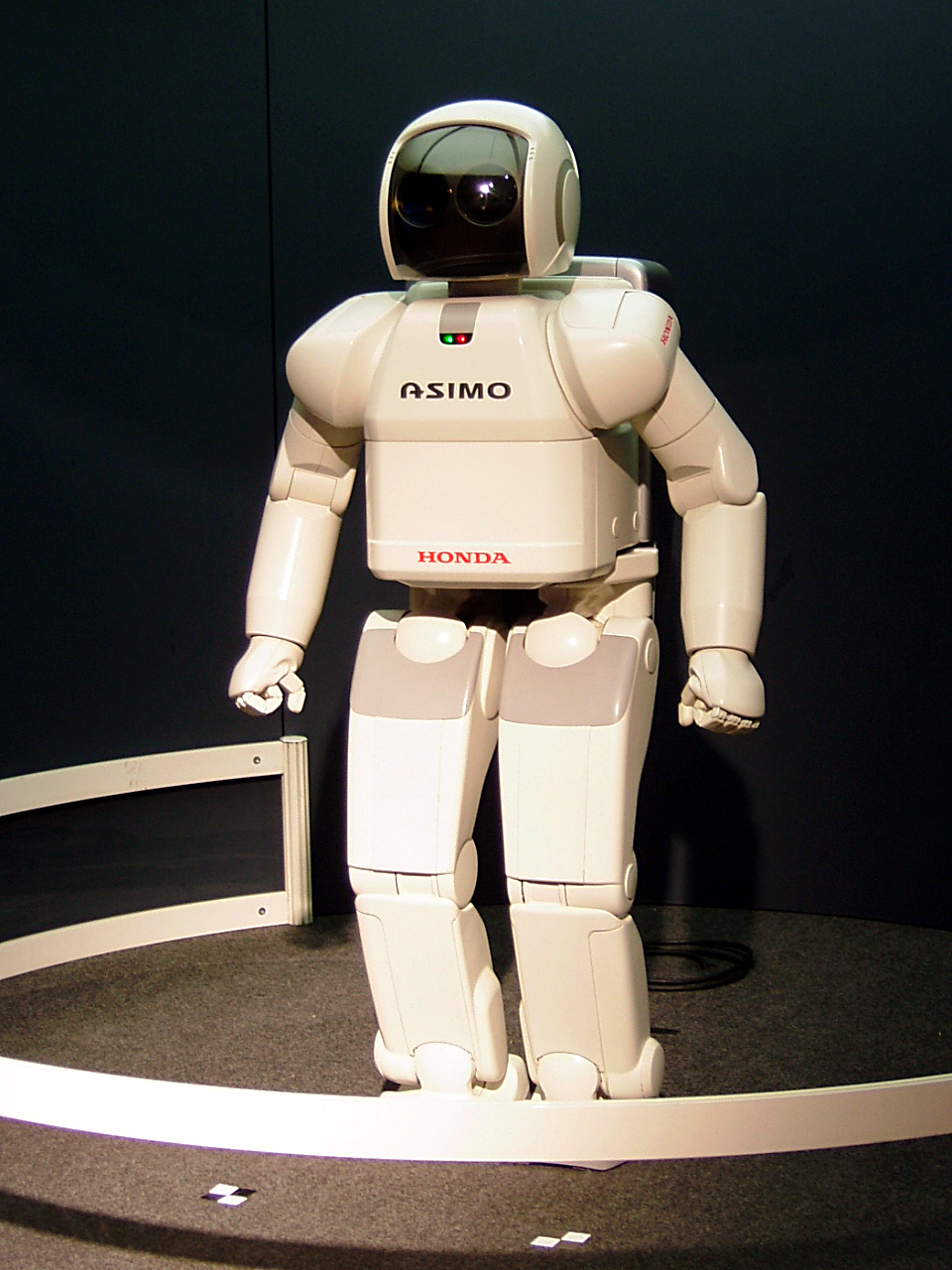
ASIMO, um exemplo de robô humanoide